# Лонг-Лейк (Міннесота)
Лонг-Лейк (англ. Long Lake) — місто (англ. city) в США, в окрузі Ганнепін штату Міннесота. Населення — 1741 особа (2020).

## Географія
Лонг-Лейк розташований за координатами 44°59′2″ пн. ш. 93°34′5″ зх. д. / 44.98389° пн. ш. 93.56806° зх. д. (44.983836, -93.568045). За даними Бюро перепису населення США в 2010 році місто мало площу 2,42 км², з яких 2,16 км² — суходіл та 0,26 км² — водойми.

## Демографія
Згідно з переписом 2010 року, у місті мешкало 1768 осіб у 732 домогосподарствах у складі 482 родин. Густота населення становила 731 особа/км². Було 765 помешкань (316/км²).
Расовий склад населення:
| - 93,2 % — білих - 1,3 % — чорних або афроамериканців - 1,2 % — азіатів - 0,3 % — корінних американців - 0,1 % — вихідців з тихоокеанських островів - 1,8 % — осіб інших рас |

До двох чи більше рас належало 2,2 %. Частка іспаномовних становила 4,0 % від усіх жителів.
За віковим діапазоном населення розподілялося таким чином: 23,9 % — особи молодші 18 років, 64,6 % — особи у віці 18—64 років, 11,5 % — особи у віці 65 років та старші. Медіана віку мешканця становила 42,0 року. На 100 осіб жіночої статі у місті припадало 99,5 чоловіків; на 100 жінок у віці від 18 років та старших — 101,5 чоловіків також старших 18 років.
Середній дохід на одне домашнє господарство становив 99 489 доларів США (медіана — 68 125), а середній дохід на одну сім'ю — 129 034 долари (медіана — 91 042). Медіана доходів становила 57 500 доларів для чоловіків та 52 500 доларів для жінок. За межею бідності перебувало 6,2 % осіб, у тому числі 3,9 % дітей у віці до 18 років та 0,9 % осіб у віці 65 років та старших.
Цивільне працевлаштоване населення становило 986 осіб. Основні галузі зайнятості: освіта, охорона здоров'я та соціальна допомога — 19,1 %, виробництво — 14,6 %, фінанси, страхування та нерухомість — 12,3 %, роздрібна торгівля — 12,1 %.